# Arsaces van Armenië
Arsaces van Armenië was koning van het koninkrijk Armenië in het jaar 35 na Chr.. Hij was de oudste zoon van de Parthische koning Artabanus II.
Sinds 20 v.Chr. was Armenië een vazalstaat van het Romeinse Rijk en moest de koning beëdigd worden door de Romeinse keizer. Na de dood van de kinderloze Artaxias III vond Artabanus II zich sterk genoeg om de Romeinen te tarten en zette zijn zoon ongevraagd op de troon. Lang duurde zijn koningschap niet, want hij werd door handlangers vergiftigd. De Romeinen stuurden hun kandidaat, Mithridates van Armenië, Artabanus II stuurde een andere zoon Orodes van Armenië.
Intussen stuurden de Romeinen, Tiridates met steun van Lucius Vitellius (gouverneur van Syria) naar het Parthische Rijk om daar Artabanus II van de troon te stoten.